# Ludmilla Chiriaeff
Ludmilla Chiriaeff (10 de enero de 1924 - 22 de septiembre de 1996) fue una bailarina de ballet, coreógrafa, maestra y directora de una compañía, nacida en la Unión Soviética, más tarde con nacionalización Canadiense.

## Biografía
Ludmilla Alexandrovna Otsup nació en Berlín, su padre Alexandr Otsup (1882-1948), fue un escritor ruso mejor conocido bajo el seudónimo de Sergej Gorny,  y su madre Ekaterina Otsup née Abramova (1886-1962) tenía ascendencia polaca.
Ella se consideraba Rusa por nacimiento, ya que sus padres se encontraban en Letonia como refugiados por el conflicto ruso. Fue criada y entrenada en Berlín, en donde estudió con Alexandra Nikolaev, una exbailarina del Ballet Bolshoi, con la hija de Nikolaeva, Xenia Krüger y su yerno Edouard Borovansky, y con Eugenie Eduardo. Su carrera se vio interrumpida por la Segunda Guerra Mundial, tiempo durante el cual estaba confinada a un campo de trabajo Nazi bajo la sospecha no fundamentada de ser judía. Logró escapar durante un bombardeo y con la ayuda de la Cruz Roja logró llegar a Suiza, en donde continuó sus estudios de ballet y revivió su carrera profesional en Lausana y Ginebra. Mientras vivía en Romania, se casó con el artista ruso Alexis Shiriaev, de ahí su apellido Chiariaeff, en el estilo francés.
Después de inmigrar con su familia a Canadá en 1952, Chiriaeff se estableció en Montreal, Quebec; abrió una escuela de ballet y pronto comenzó a crear coreografías para Société Radio-Canada, la televisión pública de habla francesa. Gracias al éxito en sus apariciones en televisión, fundó Les Ballets Chiriaeff, un pequeño grupo de artistas que pronto creció en tamaño y popularidad y finalmente se convirtieron en Les Grands Ballets Canadiens, en 1957. Bajo su dirección y con ayuda del coreógrafo Fernand Nault, su compañía logró destacarse en 1966-7 durante la Exposición Universal 67 y tours subsecuentes de Estados Unidos y Europa occidental. Chiriaeff se retiró como codirectora artística de la compañía en 1974 y se dedicó al liderazgo de las escuelas asociadas a la compañía.

## Coreografías
Chiriaeff creó más de 300 ballets para televisión y para escenarios. En 1952 puso en escena Cenicienta, un ballet de tres actos con música compuesta por Mozart, para el nuevo servicio de televisión de lengua francesa, Canadian Broadcasting Corporation. El éxito de este trabajo la encamino a obtener un espacio de media hora cada mes para crear ballets para La hora del concierto (L´Heure du Concert) y otros programas de música y danza transmitidos de manera bilingüe a través de Canadá.
Entre sus siguientes trabajos para televisión se encuentran Juego de Cartas (Card Game, 1954) con música por Igor Stravinsky, Noche en la montaña calva (Night on the Bald Mountain) con música por Modest Músorgski y Carnaval de animales (Carnival of Animals, 1957) con música por Camille Saint-Saëns.
Después de la creación de Les Grands Ballets Canadiens en 1957, Chiriaeff creó diversas obras en su joven compañía, incluyendo Memories de Camille (1961), con música por Giuseppe Verdi, Quatrième Concert Royal (1961) con música por François Couperin y Fète Hongroise con música por Johannes Brahms. Incluso volvió a poner en escena algunos de sus antiguos trabajos, incluyendo Cendrillon (1962) y Suite Canadiense (1961), conjunto de canciones populares franco-canadienses compuestas por Michel Perrault. Creó una presentación para la gala de televisión durante el tour por Canadá de la Reina Elizabeth II en 1955. Suite Canadiense fue uno de los ballets de Chiriaeff que celebraba la cultura de Quebec, se convirtió por un tiempo en una pieza representativa de Les Grands Ballets Canadiens y resultó ser una de sus creaciones más populares. 

## Visión y misión educativa
En respuesta a su compromiso contractual a la Corporación Radiodifusora de Canadá, Chiriaeff fundó Les Ballets Chiriaeff y una escuela asociada en 1952. Cuando la compañía fue renombrada Les Grands Ballets Canadiens en 1957, la escuela se expandió ofreciendo educación tanto a amateurs como a aspirantes a profesionales. En 1966, a petición del Ministerio de Asuntos Culturales de Quebec, Madame Chiriaeff estableció la primera escuela de ballet completamente profesional en la región, "Académie des Grands Ballets Canadiens", la cual en 1976 se convirtió en la  "École Supérieure de Danse des Grands Ballets Canadiens". En 1980, la escuela se independizo y se convirtió en École Supérieure de Danse du Quebec. Continuo operando bajo este nombre hasta 2010, cuando se designó como "École Supérieure de Ballet du Quebec". Es la única institución en el Norte de América que provee un programa profesional de ballet enseñado totalmente en francés.
Bailarines en formación e instructores fueron la visión central de Chiriaeff. Además de fundar sus propias escuelas, introdujo programas intensivos de ballet en todos los niveles del sistema educacional de la región, incluyendo "Montréals Pierre Laporte Secondary School" (1975), el "CÉGEP du Vieux Montréal" (Colegio de Educación General y Vocacional en Viejo Montreal, 1979) y École Laurier para niños de primaria (1998). Como resultado de su visión y misión educacional, se le ha reconocido como "la mire de la dan au Quebec" ("la madre de la danza en Quebec").

## Premios y honores
En 1969 Chiiaeff fue nombrada Oficial en la Orden de Canadá y fue ascendida a Companion en 1984. En 1978 la declararon "Grande Montréalaise" por la ciudad de Montreal y en 1985 se le otorgó el título de "Oficial General en l´Orde National Du Québec". En 1993 recibió el mayor honor en las artes escénicas,  el "Governor General's Performing Arts Award". El premio Denise Pelletier Award for the Performing Arts y doctorados honorarios de McGill University, la Universidad de Montreal y la Universidad de Quebec.